# Bertrand de Broc
Pour les articles homonymes, voir Broc.
Bertrand de Broc est un navigateur et un skipper professionnel français, né le 23 septembre 1960 à Quimper. Il a longtemps résidé à Combrit dans le Finistère.

## Biographie
Scout dans sa jeunesse, Bertrand de Broc est très connu pour avoir dû se recoudre lui-même sa langue : lors de l’édition 1992 du Vendée Globe, il se coupa la langue dans un choc avec une drisse de grand-voile. Après consultation du médecin de la course par télex, il procéda lui-même à une suture.
Le 29 février 2012, il annonce son intention de participer au prochain Vendée Globe, et propose pour financer la course, comme il l'a déjà fait pour sa précédente participation, aux particuliers et aux entreprises de le sponsoriser à hauteur de cinquante euros minimum, en échange de quoi leur nom sera marqué sur la coque de son bateau.
Le 10 novembre 2012, jour du départ du Vendée Globe, son bateau Votre Nom autour du Monde avec EDM Projets est heurté par un semi-rigide. La collision troue la coque et empêche Bertrand de Broc de partir avec les autres concurrents. Réparé au ponton, il passe la ligne de départ dans la nuit 12 heures après. Malgré des soucis de radar, de dessalinisateurs, et une pénalité de 12 h, il finit 9e le 10 février 2013.
Il participe ensuite à la Transat Jacques-Vabre 2013 puis à la RORC Carribean 600 .
En 2014, il participe à la 10e édition de la Route du Rhum mais abandonne dès le deuxième jour en raison d'une blessure au coude.
En 2015, il s'engage avec la MACSF pour un partenariat de 2 ans avec en ligne de mire une participation au Vendée Globe 2016 .Il participe également à la Transat Jacques Vabre 2015, dans la classe 60 pieds IMOCA, sous les couleurs de la MACSF, avec comme co-skipper Marc Guillemot. Après 18 jours, 22 heures et 10 minutes, les deux skippers arrivent en 6e position à Itajaí, au Brésil.
Le 6 novembre, il prend le départ du Vendée Globe 2016-2017. Le 19 novembre il annonce son abandon.

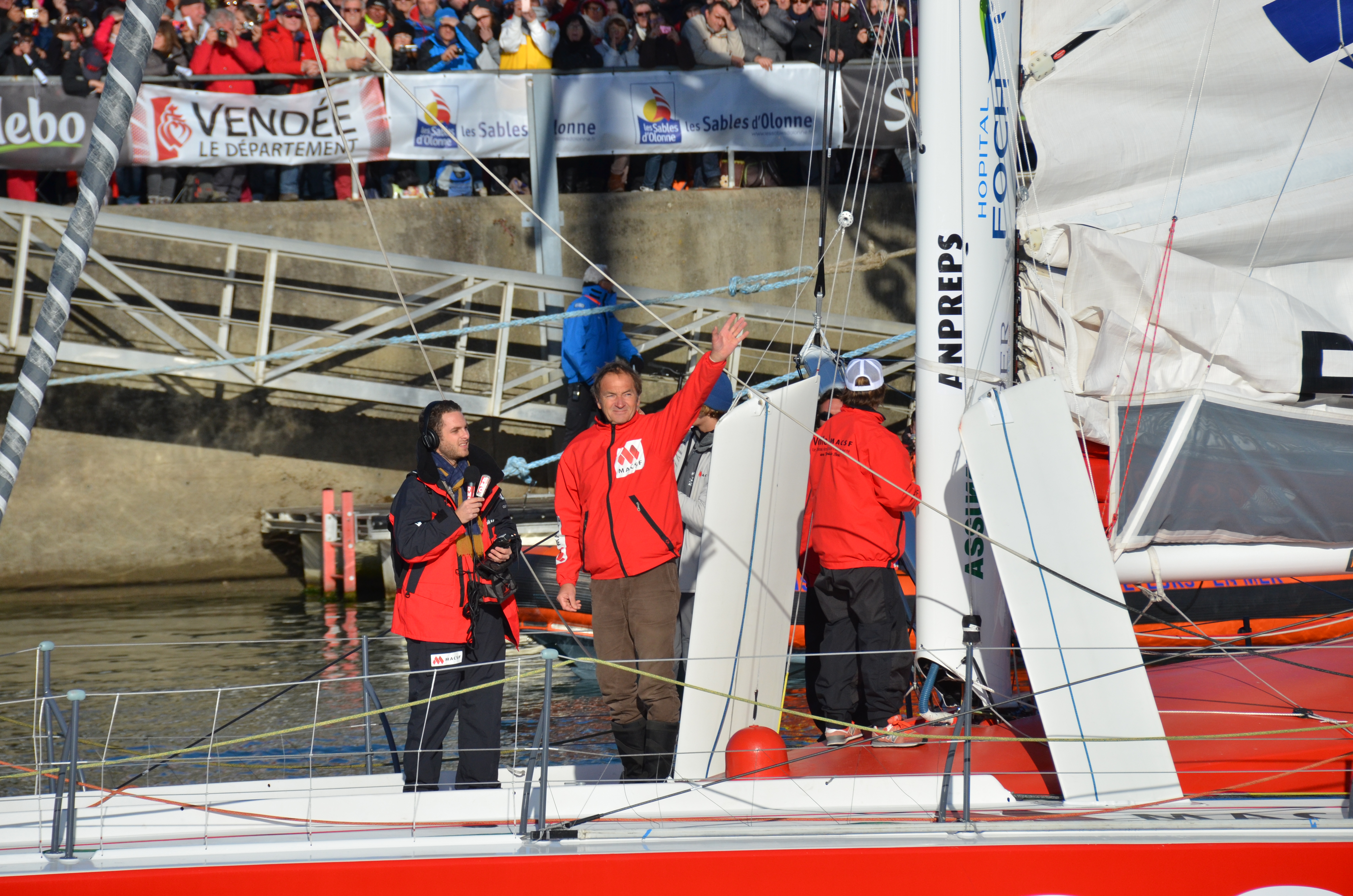
Bertrand De Broc au départ du Vendée Globe 2016-2017.

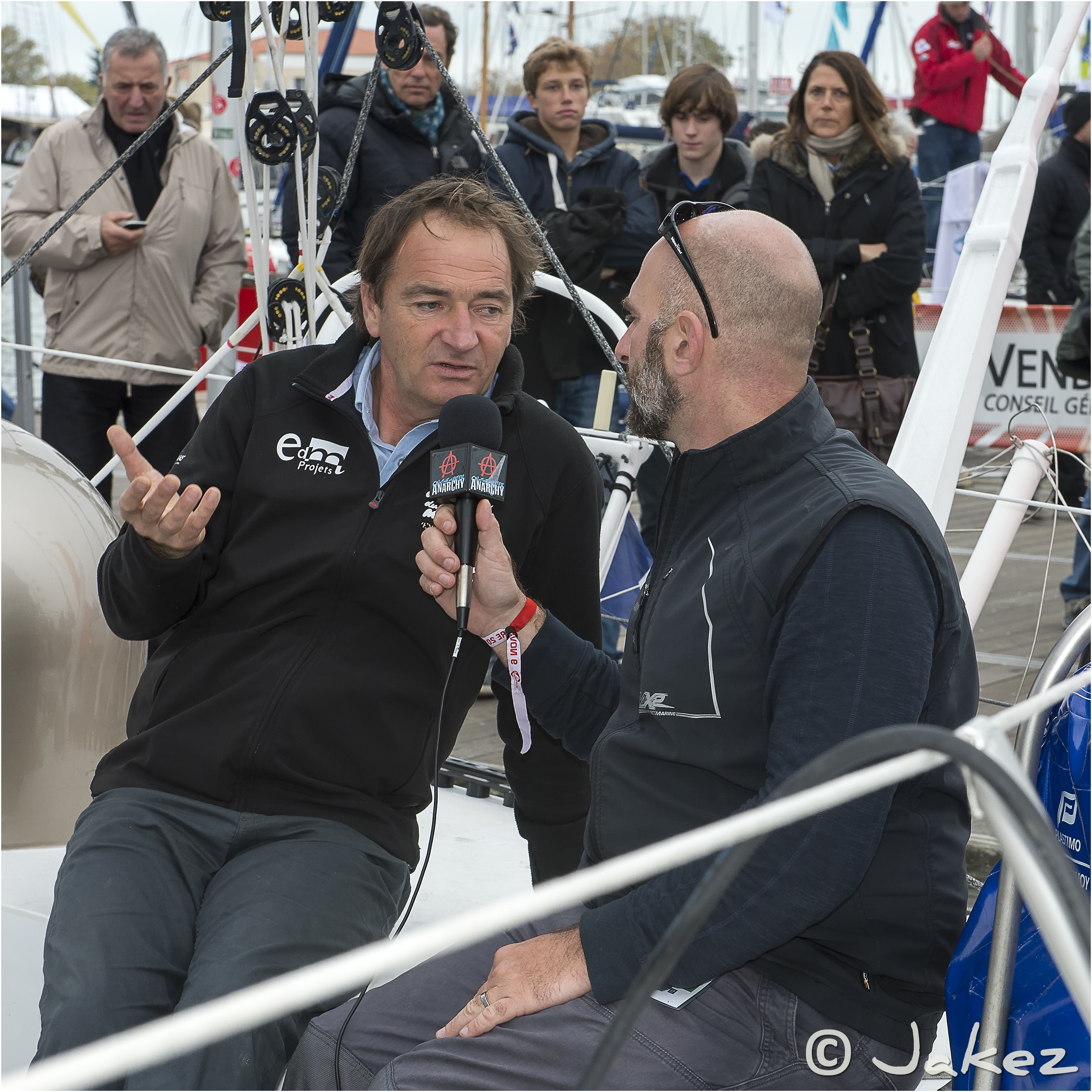
Bertrand de Broc avant le départ du Vendée Globe 2012-2013

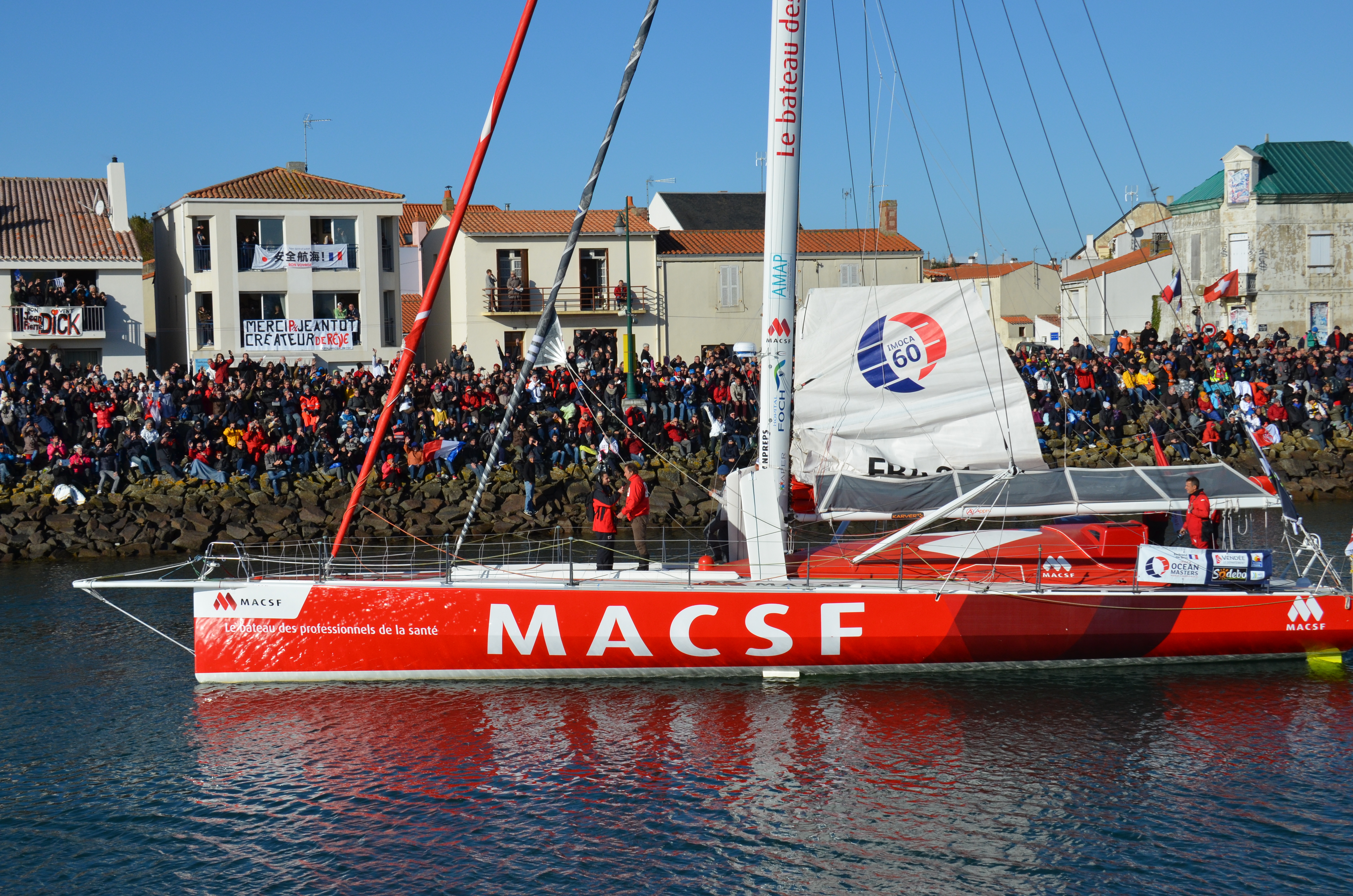
Bertrand De Broc au départ du Vendée Globe 2016-2017.

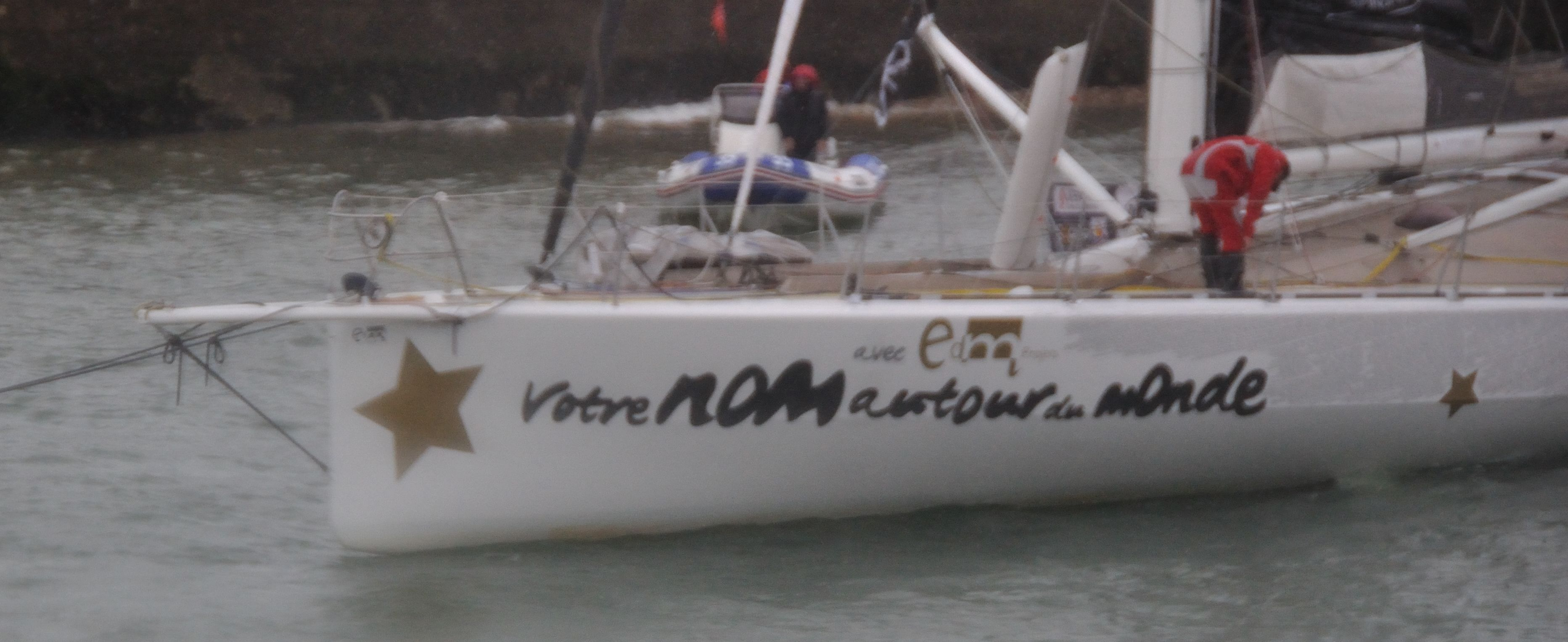
Bertrand de Broc sur Votre nom autour du monde au départ des Sables d'Olonne

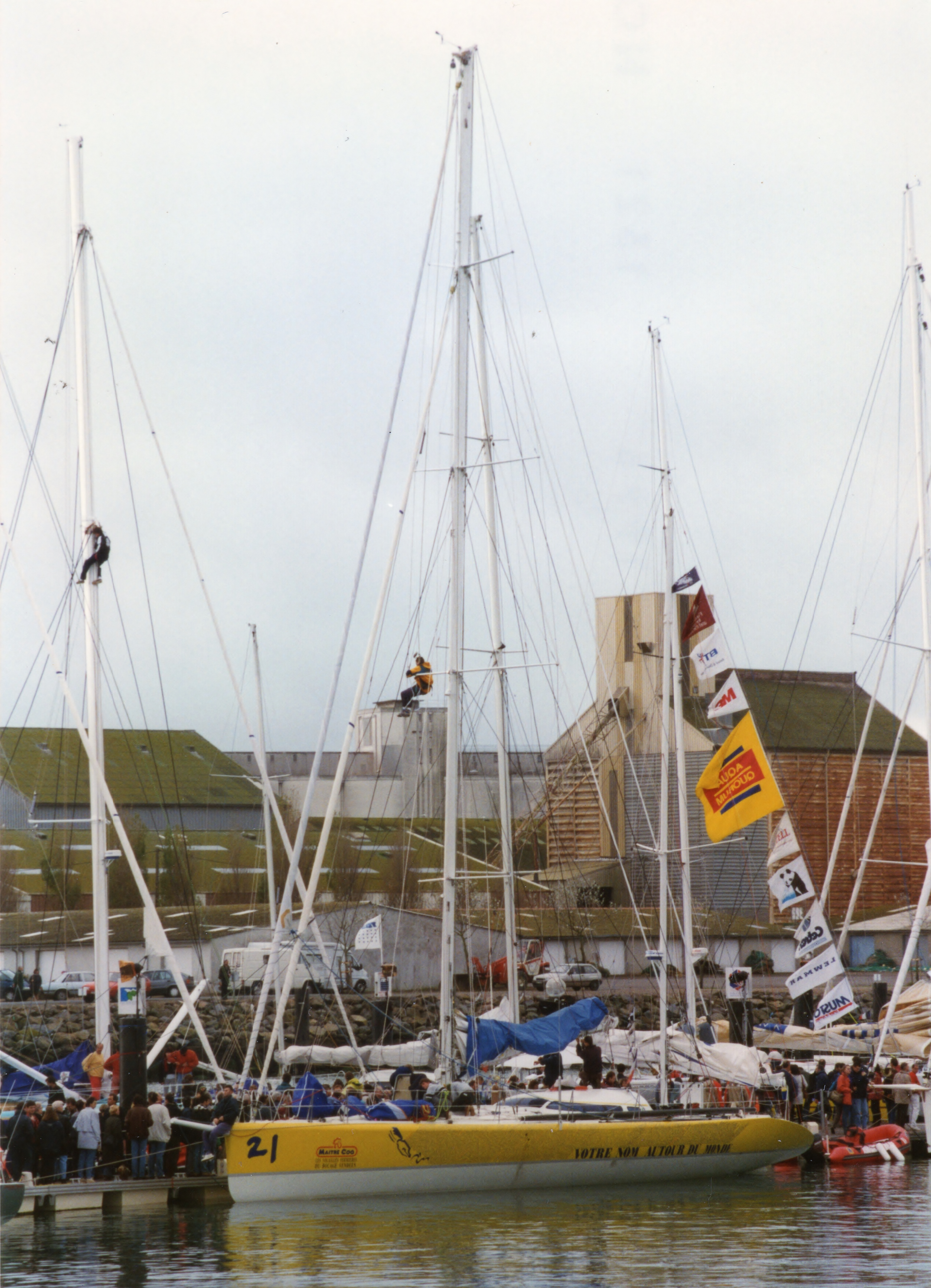
Vendée Globe 1996-1997, Votre Nom Autour Du Monde bateau de Bertrand De Broc

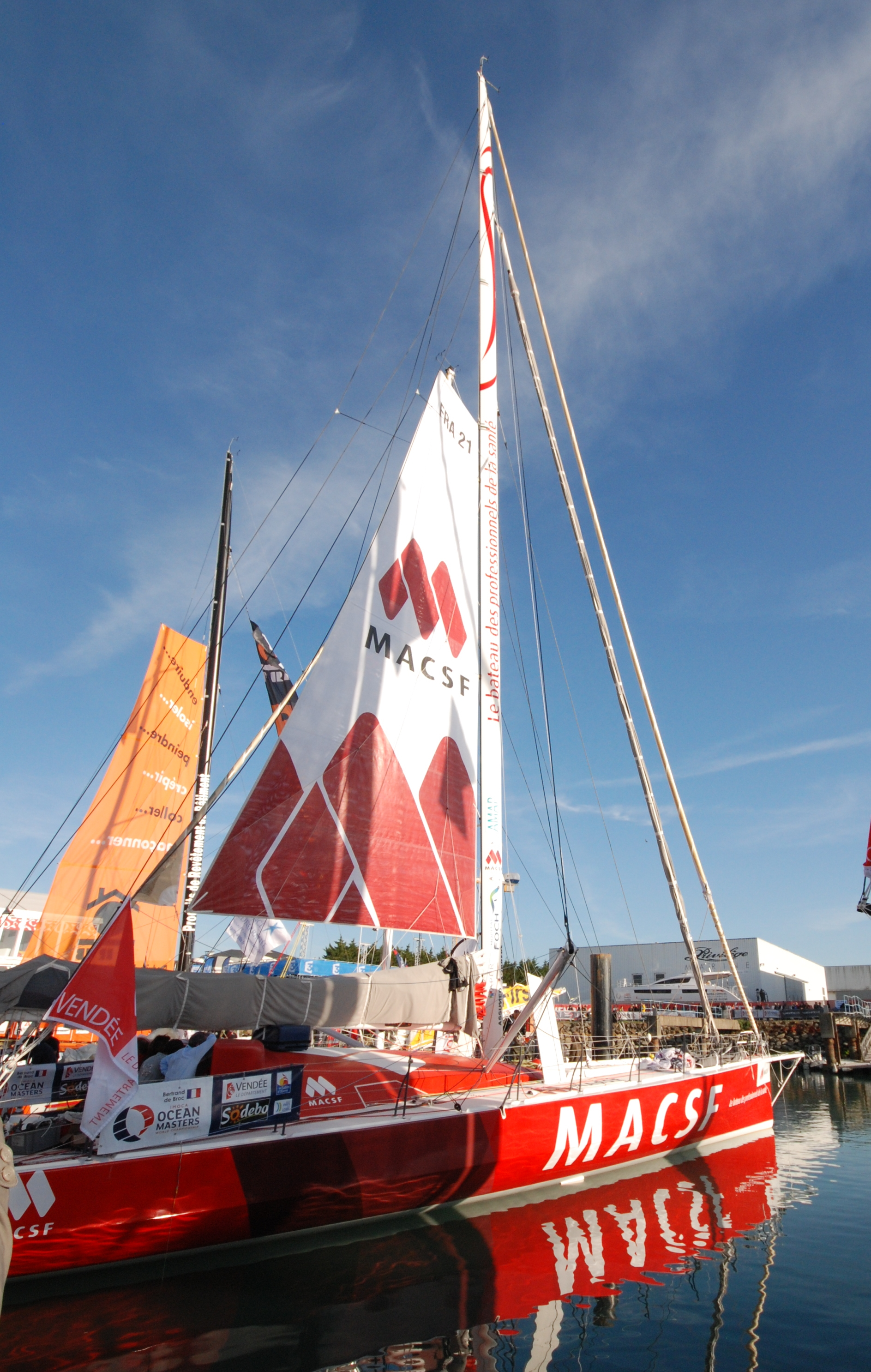
MACSF

## Vie privée
Bertrand de Broc a un fils, Léo, né en 1996, qui pratique la planche à voile. Il est aussi cousin avec le navigateur Marc Guillemot.

## Palmarès
- 2015 : 6e de la Transat Jacques Vabre 2015, avec pour co-skipper Marc Guillemot
- 2013 :
  - 9e du Vendée Globe 2012-2013[5]
  - 6e de la Transat Jacques-Vabre 2013, accompagné d'Arnaud Boissières[10]
- 2010 :  3e de la Transat AG2R avec Gildas Morvan sur Cercle vert[11],[12]
- 2007 : 6e du Trophée BPE
- 2005 :  3e de la Transat Jacques Vabre
- 2004 :

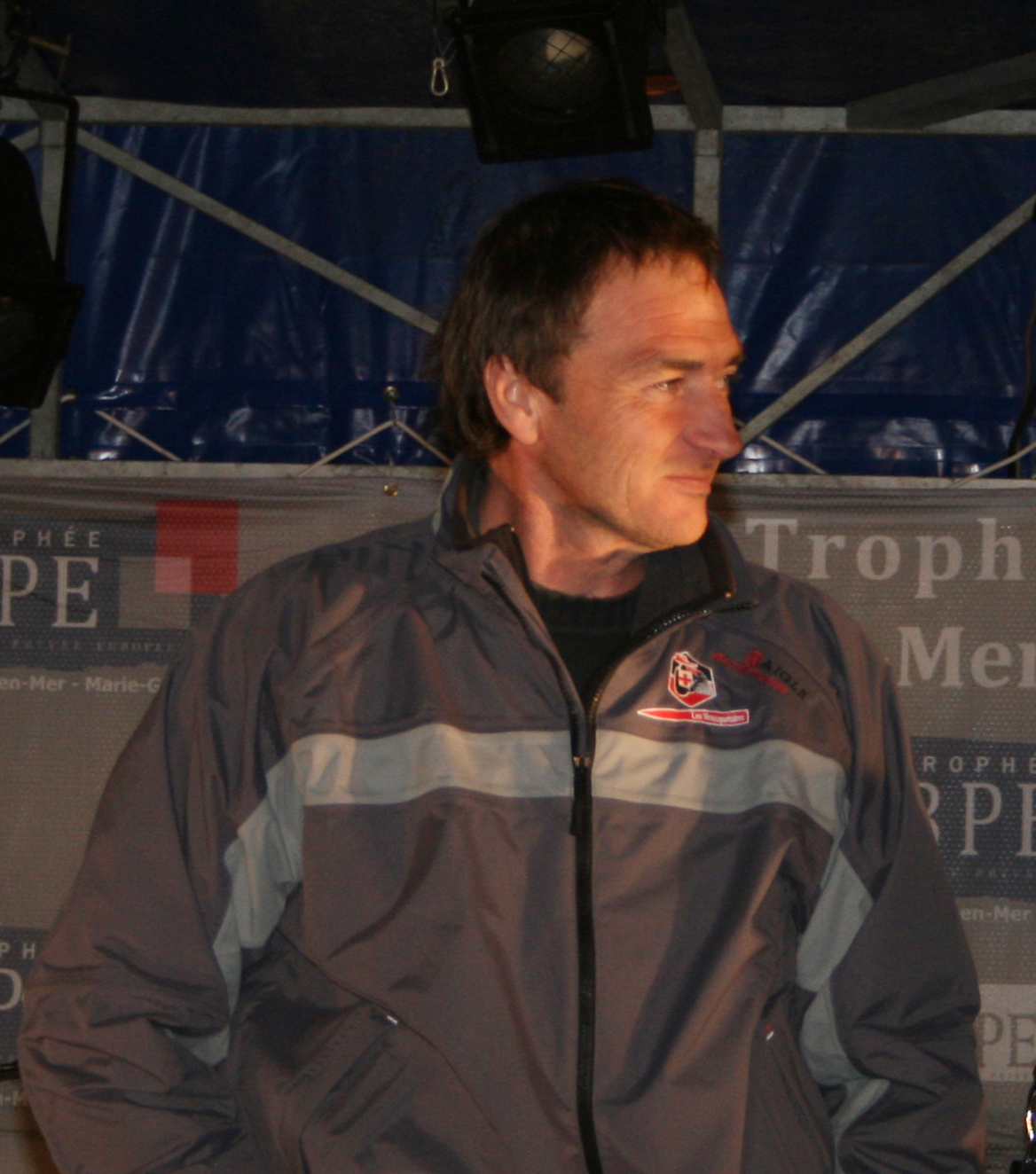
Bertrand de Broc à Belle-Île-en-Mer lors du Trophée BPE

  - 20e de la Solitaire du Figaro
  -  1er du Tour de France à la voile[13]

- 2003 :  1er du Trophée BPE
- 2000 :
  - 15e de la Solitaire du Figaro
  -  2e de la Transat AG2R
- 1999 : 26e de la Solitaire du Figaro
- 1998 :
  - 9e de la Solitaire du Figaro
  -  1er du Tour de France à la voile[13]
  - Abandon lors du Vendée Globe sur Votre nom autour du monde
- 1994 : 2e de la Transat AG2R, avec Marc Guillemot sur Laiteries Le Gall
- 1991 : 21e de la Solitaire du Figaro
- 1990 : 5e de la Solitaire du Figaro
- 1989 : 6e de la Solitaire du Figaro
- 1988 : 5e de la Solitaire du Figaro
- 1984 : 10e de la Solitaire du Figaro
- 1982 : 28e de la Solitaire du Figaro
- 1981 :  1er de la Transat en double
- 1979 : 9e de la Solitaire du Figaro

## Événements en mer
- Vendée Globe 1992-1993 : abandon en Nouvelle-Zélande sur problème structurel de sa quille, alors qu'il est en troisième position. Durant cette course en solitaire, il dut se recoudre la langue.
- Vendée Globe 1996-1997 : chavirage à trois cents milles de l'arrivée, dans le Golfe de Gascogne, alors qu'il était hors course à la suite d'un arrêt à Ushuaïa pour résoudre des problèmes techniques.
- Route du Rhum 2002 : abandon au large de Brest, décision d'arrêter la navigation en solitaire sur trimaran.
- Vendée Globe 2012-2013 : en quittant le port, une collision avec un bateau accompagnateur de son équipe provoque une voie d'eau. Il est obligé de faire demi-tour pour réparer quelques minutes avant le départ. Il repart dans la nuit suivante et finit 9e de cette course.